# 澤田屋
株式会社澤田屋（さわたや）は、山梨県甲府市にある菓子メーカーである。

## 沿革
- 1898年（明治31年）(株)澤田屋の前身、澤田屋菓子店が東八代郡石和町（現笛吹市）で営業開始。創業者：早川半次郎（石和町長早川久兵衛の弟）
- 1907年（明治40年）笛吹川の氾濫のため、石和町から甲府市に移転。柳町本店、桜町支店、馬鉄道小売部、八日町分店、鰍沢支店の体制。
- 1911年（明治44年）甲府市桜町（現・甲府市中央）で澤田屋馬鉄道小売部として営業開始。店主：早川（塚原）智義（早川半次郎の妹の夫）　　公式には、この時点を(株)澤田屋の創業としている。
- 1929年（昭和4年）、くろ玉発売。
- 1945年（昭和20年）、7月6日の甲府空襲で店舗を焼失。
- 1947年（昭和22年）、営業を再開。
- 1953年（昭和28年）株式会社に改組。社長：塚原敏夫（後に代表取締役会長）（塚原智義の姪の夫）
- 1971年（昭和46年）本社を甲府市向町に移転。
- 2005年（平成17年）3月、北原克己が4代目代表取締役に就任。
- 2016年（平成28年）6月、黒澤晋太郎が5代目代表取締役に就任。

## 商品

### くろ玉

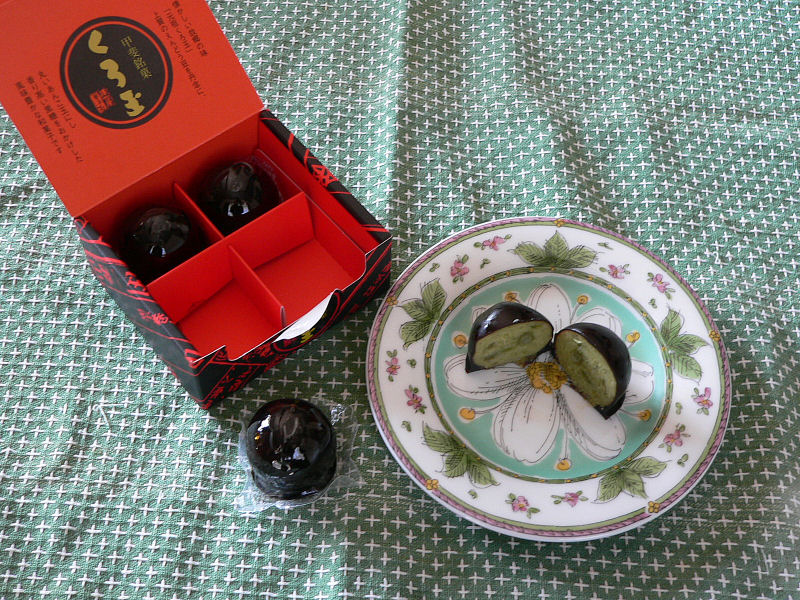
くろ玉

澤田屋の主力商品であり、えんどう豆を練り潰し、うぐいす状の餡にしたものに羊羹で包んだものである。1929年に発売、当時山梨には代表的な土産菓子がなかったことからくろ玉は大ヒットし、この売上げをもとに3階建てのビルを建て、洋菓子店とレストランを開業させたほどである。しかし、このビルは1945年の甲府空襲により焼失してしまった。戦後は桔梗信玄餅の人気に押されてしまった感はあるが、近年再び注目を浴びている商品である。県外でも東京周辺の百貨店で販売されている。

#### キャラ玉
くろ玉の派生商品。えんどう豆の代わりにサツマイモのあけの金時を使用し、表面の羊羹をキャラメル風味に代えたもの。くろ玉が和風の風味なのに対して、洋菓子風の風味となっているため、緑茶と共に食べる以外に、コーヒーと共に食べるという顧客も多い。また、外観は鼈甲色をしている。

### その他の商品
- 甲斐の国の守り人‐ミルクとバターで作った和菓子。
- ごるふまん
- 銅鑼焼
- カステラ
- 葡萄讃菓[2]
- プリン
- シフォンケーキ
- ロールケーキ